# Gedächtniskirche Rosow

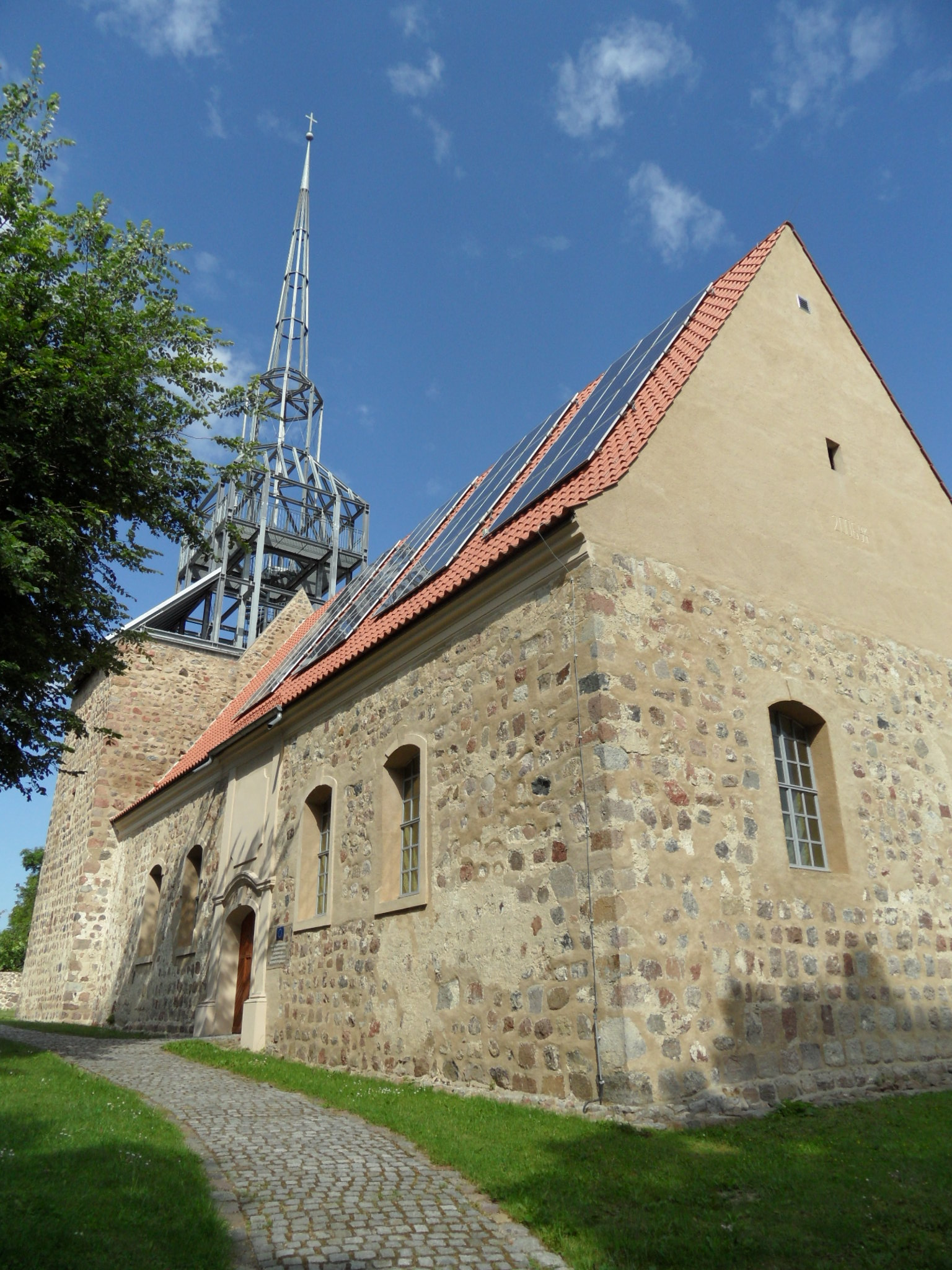
Gedächtniskirche Rosow

Die Gedächtniskirche Rosow ist ein Kirchengebäude in Rosow, einem Ortsteil der Gemeinde Mescherin im Landkreis Uckermark des Landes Brandenburg. Der Feldsteinbau aus der zweiten Hälfte des 13. Jahrhunderts dient seit 2007 als „deutsch-polnische Gedenkstätte für Flucht, Vertreibung und Neuanfang“ infolge des Zweiten Weltkrieges.

## Geografische Lage
Das kleine pommersche Dorf Rosow, das bis 1939 zum Landkreis Randow, bis 1945 zum Landkreis Greifenhagen gehörte, liegt heute im nordöstlichsten Zipfels Brandenburgs im Landkreis Uckermark direkt an der Grenze zu Polen. Der Grenzübergang Rosow ist der Endpunkt der Bundesstraße 2, die als polnische Landesstraße DK 13 über Kołbaskowo (Kolbitzow) in die 14 Kilometer entfernte Hafenstadt Stettin führt.
Rosow liegt eingebettet zwischen dem Randower Becken und dem Landschaftsschutzpark Unteres Odertal und ist heute ein Ortsteil der Gemeinde Mescherin im Brandenburg-vorpommerschen Amt Gartz (Oder). Während die Bundesautobahn 11 über die Anschlussstelle 3 (Penkun) in 14 Kilometern zu erreichen ist, wurde der Bahnhof Rosow an der Strecke Berlin–Stettin im Jahre 1980 aufgehoben.

## Kirchengebäude
Rosow wurde erstmals im Jahre 1243 in einer Besitzbestätigung des neugegründeten Nonnenklosters in Stettin genannt, und blieb bis zur Reformation im Besitz dieses Klosters. Die Kirche ist eine mittelalterliche Feldsteinkirche. Reste des Verputzes von 1748 sind an der Kirche noch erkennbar. Damals wurden auch die Fenster verändert.
Das Gotteshaus brannte in den letzten Kriegstagen 1945 völlig aus. Der ehemals höchste Kirchturm der Region wurde bis auf den Turmstumpf abgetragen, und die gesamte Innenausstattung fiel der Vernichtung anheim. In den 1950er Jahren konnte zumindest das Kirchenschiff mit den bescheidenen damals zur Verfügung stehenden Mitteln wiederhergestellt werden. Eine neu eingebaute Orgel versagte allerdings schon nach kurzer Zeit wegen eindringender Feuchtigkeit den Dienst. Mit einer modernen Orgel versehen wurde die Kirche dann im Jahre 2002 wieder eingeweiht.

## Gedächtniskirche

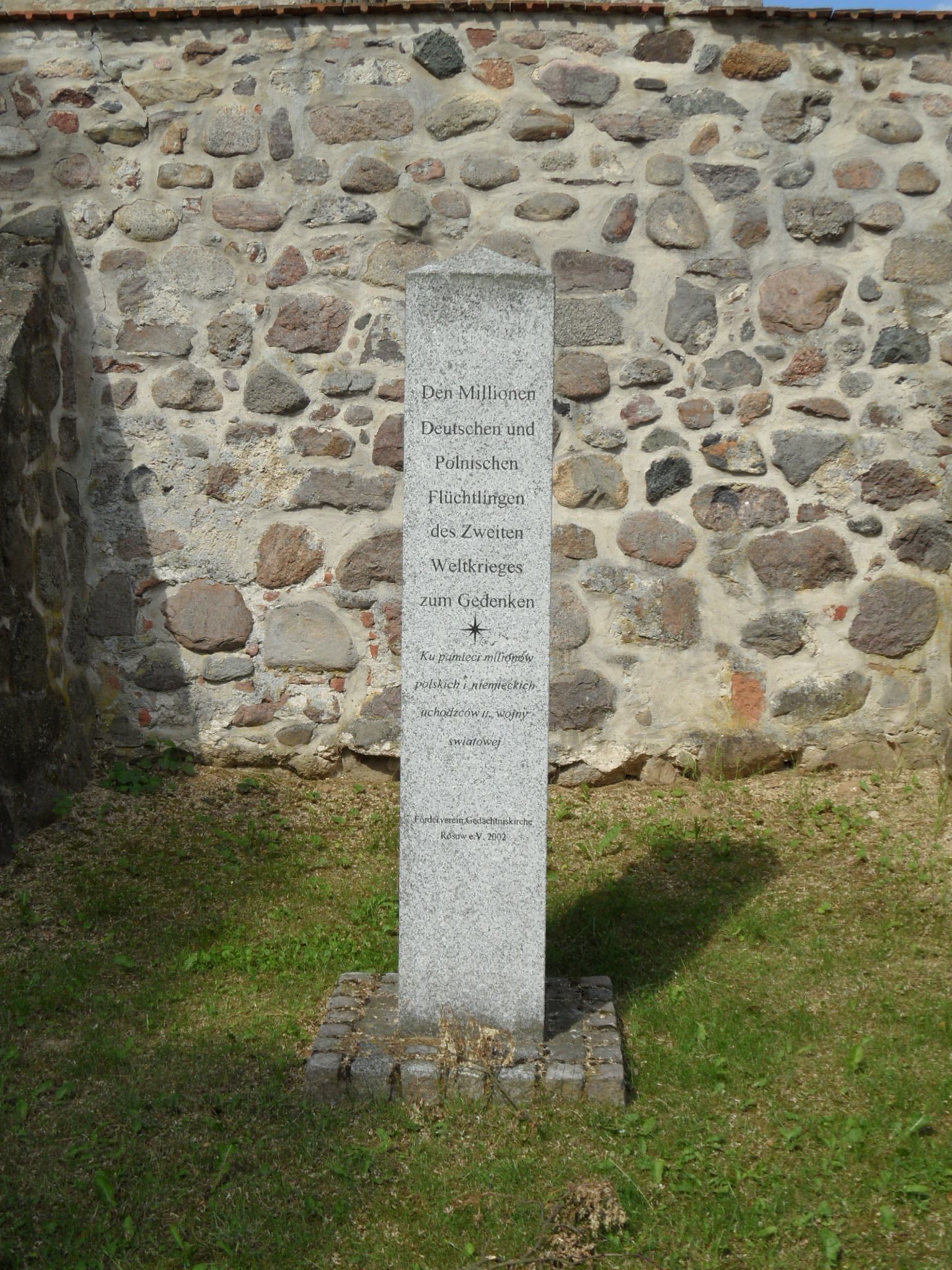
Gedenkstele vor der Kirche

Auf Initiative von Karl Lau, Bürgermeister und Kirchenältester in Rosow, entstand im Jahre 2003 ein Förderkreis Gedächtniskirche Rosow. Nach 1945 wurde die östliche Ortsgrenze von Rosow plötzlich zu einer Staatsgrenze, die die enge Verbindung nach Stettin abschnitt. Zahlreiche Flüchtlinge aus dem Osten fanden in Rosow eine neue Heimat, während auf der anderen Seite der Oder Vertriebene aus dem Baltikum und dem ehemaligen Ostpolen ansässig wurden. Es entwickelte sich die Idee einer „deutsch-polnischen Gedenkstätte für Flucht, Vertreibung und Neuanfang“, die mit Unterstützung des Förderkreises Alte Kirchen (Berlin-Brandenburg) und Fördermitteln aus dem Pomerania-Programm der Europäischen Union sowie weiteren Sponsoren in Angriff genommen wurde.
Am 1. November 2005 begannen die Bauarbeiten und am 24. Mai 2006 erfolgte die symbolische Grundsteinlegung. Der mittelalterliche Grundriss der Kirche und das vorhandene Mauerwerk blieben unangetastet. Die barocke Fenster- und Türgestaltung blieb erhalten. Da jedoch die Innenausstattung zerstört war, hat es hier eine Neugestaltung gegeben. Auffallend blieb das korbbogige Südportal mit Segmentbogengiebel, Putzblende und Putzrahmung darüber.
Am 13. Oktober 2006 bereits feierte man Richtfest, und am 28. November 2006 war der 42 Meter hohe beeindruckende Stahlgerüstbau als Turmaufsatz fertiggestellt.
Am 9. Juni 2007 fand die feierliche Einweihung der Gedächtniskirche Rosow statt. Das Gebäude ist Gedenkstätte, bietet aber weiterhin die Möglichkeit zu gottesdienstlichen Feiern der Rosower Kirchengemeinde.

## Kirchengemeinde
Das Kirchspiel Rosow umfasst eine weite Fläche mit den Orten Damitzow, Nadrensee, Pomellen, Radekow, Rosow, Schönfeld und Tantow, deren Zugehörigkeit auf die Landkreise Uckermark (Brandenburg) und Vorpommern-Greifswald (Mecklenburg-Vorpommern) aufgeteilt ist.
Nach der Reformation wurde Rosow aus dem Besitz des Zisterzienserklosters Stettin gelöst. Das Patronat hatten danach der Landesherr bzw. die Gutsbesitzer der Filialdörfer inne. Bis 1945 gehörte das Kirchspiel Rosow zur Kirchenprovinz Pommern (Sitz: Stettin) der Kirche der Altpreußischen Union, die – für den Bereich Vorpommern – in der Pommerschen Evangelischen Kirche (Sitz: Greifswald) aufging. Seit 2012 gehört Rosow zur Propstei Pasewalk im Pommerschen Evangelischen Kirchenkreis der Evangelisch-Lutherischen Kirche in Norddeutschland.